# Johann Schultze
Hieronymus Johann Schultze (6. august 1717 i Rostock – 27. september 1803 i København) var en dansk deputeret i Generalkommissariatet.

## Karriere
Hans forældre var brygger, notarius, senior i borgerskabets delegation Johann Wilhelm Schultze (død 1755) og Margaretha Ilsabe Schmiegerow (1686-1724). Han skal være kommet til Danmark som hvervet trommeslager, men kom snart ind på kontorvejen, først i Krigskancelliet, hvor han 1746 blev sekretær (kontorchef); tillige var han auditør (fra 1742) og regimentskvartermester (fra 1754) ved Landkadetkompagniet og Drabantkorpset og må altså forud have studeret jura. 1747 blev han krigskancellist og auditør ved Landkadetkorpset, fra 1754 tillige regimentskvartermester (intendant) derved, 1746 3. og 1750 2. krigskancellist.
1757 trådte han over i Landetatens Generalkommissariat som 4. deputeret og var fra 1759 tillige chef for feltintendanturen ved hæren i Holsten. Han var derefter i næsten 40 år deputeret i de kollegier, som under vekslende navne (Generalkrigsdirektorium, Generalitets- og Kommissariatskollegium) og organisationsformer stod i spidsen for Hærens administration. Ved siden heraf var han til forskellige tider medlem af Slotsretten og af særlige direktioner (for Vejvæsenet, Det militære Varemagasin), ligesom han også gentagende sad i kommissioner, til dels af stor betydning, således de to, der udarbejdede omorganisationerne af 1774 og 1785. Uden tvivl har Schultze her gjort nytte ved sit nøje kendskab til alle formelle bestemmelser vedrørende militære forhold (Kollegiets levende leksikon har man kaldt ham), men som personlighed var han vistnok meget småtskåren. Allerede 1762, da han var sendt til Holsten for at lede den der mobiliserede hærs forplejningsvæsen, beklager overgeneralen Claude-Louis de Saint-Germain sig over, at Schultze fortaber sig i vidtløftige skriverier, som han aldrig finder ud af igen; han ser ved enhver sag kun vanskelighederne og formår aldrig at overvinde dem eller at tage en rask beslutning (trancher court). Og mange år efter siges der, at han er alt for ydmyg og aldrig har kunnet "holde Fodslag med Tiden".
Han havde fået titel af krigsråd 1746, justitsråd 1754, generalkrigskommissær 1759, etatsråd 1761, virkelig etatsråd 1767, konferensråd 1768 og gehejmeråd 1781; 1774 var han bleven Dannebrogsridder. 1796 tog han sin afsked, og 27. september 1803 døde han, 87 år gammel.

## Ægteskaber
- Gift 1. gang 18. april 1755 i Helligåndskirken med Christine (Stinchen) Sophie Collett (24. februar 1726 i Christiania – 6. februar 1756 i København), datter af købmand i Christiania Peter Collett (1694-1740) og Anna Cathrine Rosenberg (1699-1747).
- Gift 2. gang antagelig 21. september 1757 på Christiansholm med Anna Susanne Fabritius (20. august 1737 i København – 11. juli 1792 sammesteds), datter af bankkommissær, senere direktør for Asiatisk Kompagni, etatsråd Just Fabritius (1703-1766) og Elisabeth M. de Bruguier (1709-1776).

Han er begravet på Holmens Kirkegård. Der findes et portrætmaleri af ham.